# 천총
천총(千總)은 명나라 때와 청나라 때의 군사 계급이다. 명나라의 위소제에서는 수비의 아래이고 파총의 위이다. 청나라의 녹영제에서는 수비의 아래이고 급파총의 위이다.
조선의 속오제에서도 해당 계급이 사용되었는데, 여기서는 중군의 아래이며 파총의 위로서 오늘날의 연대장에 상당한다.

## 같이 보기
- 밀레니엄